# 中山徳治
中山 徳治（なかやま とくじ、1884年（明治17年）2月10日 - 1981年（昭和56年）11月7日）は、大日本帝国陸軍軍人。最終階級は陸軍中将。位階勲等功級は正四位勲二等功五級

## 経歴
1884年（明治17年）に福島県で生まれた。陸軍士官学校第15期卒業。1928年（昭和3年）に陸軍造兵廠火工廠作業課長に就任し、1930年（昭和5年）に陸軍砲兵大佐に進級した。1931年（昭和6年）に陸軍造兵廠総務部長に転じ、1935年（昭和10年）3月に陸軍少将に進級、陸軍造兵廠作業部長に就任。
同年12月に陸軍造兵廠大阪工廠長に転じ、1937年（昭和12年）に陸軍兵器本廠長と歴任。1938年（昭和13年）3月1日に陸軍中将に進級し、7月15日に待命、7月27日に予備役に編入された。
1947年（昭和22年）11月28日、公職追放仮指定を受けた。

## 栄典
- 1938年（昭和19年）8月24日  - 正四位[2]